# Norra Åshammar
Norra Åshammar är en bebyggelse strax norr om Åshammar i Ovansjö socken i Sandvikens kommun. Från 1990 till 2015 och åter från 2020 klassades bebyggelsen som en del av tätorten Åshammar. År 2015 avgränsade SCB här en separat småort.